# Tôi, người máy
Tôi, người máy (tựa gốc tiếng Anh: I, Robot; viết cách điệu là i, ROBOT) là một bộ phim điện ảnh đề tài hành động, khoa học viễn tưởng, neo-noir của Mỹ công chiếu năm 2004 do Alex Proyas đạo diễn. Các biên kịch Jeff Vintar và Akiva Goldsman đã viết kịch bản phim mà Jeff Vintar là người lên ý tưởng, lấy cốt truyện từ một bộ sưu tập truyện ngắn cùng tên của Isaac Asimov. Phim có sự tham gia của các diễn viên Will Smith, Bridget Moynahan, Bruce Greenwood, James Cromwell, Chi McBride, Alan Tudyk và Shia LaBeouf.
I, Robot được công chiếu ở Bắc Mỹ ngày 16 tháng 7, tại Úc ngày 22 tháng 7, tại Vương quốc Anh ngày 6 tháng 8 và ở các quốc gia khác từ tháng 7 đến tháng 10 năm 2004. Với kinh phí sản xuất 120 triệu đô la Mỹ, phim thu về doanh thu nội địa 144 triệu đô la và 202 triệu đô la tại các thị trường nước ngoài, tổng doanh thu toàn cầu đạt 347 triệu đô la Mỹ. Phim nhận được nhiều đánh giá tích cực khi các nhà phê bình khen ngợi kịch bản, hiệu ứng hình ảnh và diễn xuất trong phim; nhưng một số nhà phê bình khác lại tập trung vào nội dung phim. I, Robot được đề cử giải Oscar cho hiệu ứng hình ảnh xuất sắc nhất tại lễ trao giải Oscar lần thứ 77.

## Nhân vật

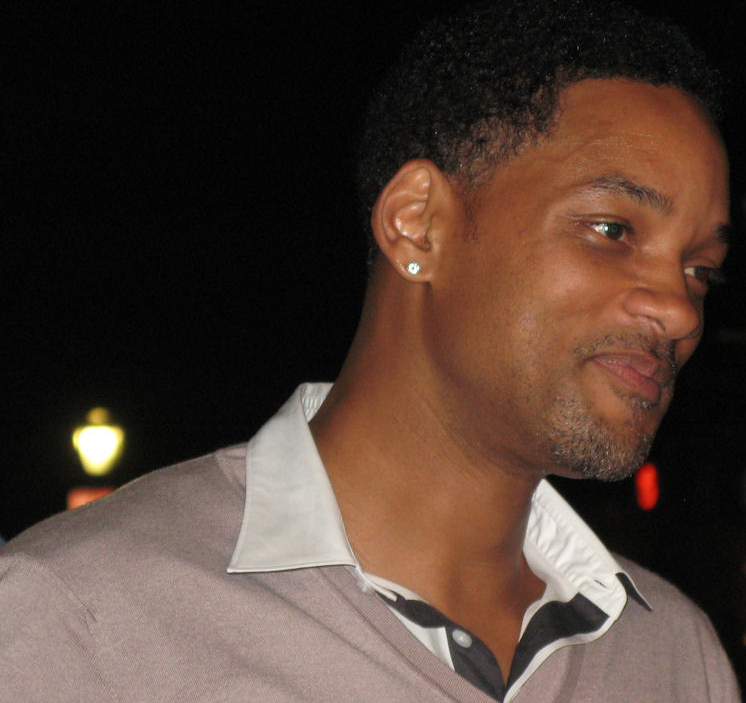
Will Smith là người được Fox chọn vào vai chính Del Spooner thay thế Denzel Washington.

- Thanh tra Spooner (Will Smith), một nhân vật luôn có định kiến với thế giới robot xung quanh mình. Hình ảnh hoài nghi về robot một cách thẳng thắn của anh đối lập với những người khác ở thành phố Chicago, nơi những con robot tuân theo Ba Điều Luật và được gắn vào chức năng của chúng là để bảo vệ con người trước chính bản thân họ. Đến cuối phim, tất cả những đồng nghiệp và người dân Chicago đều nhận ra rằng anh đã đúng. Denzel Washington từng được ngỏ ý vào vai Spooner nhưng sau đó đã từ chối.[3] Vai diễn chính này cuối cùng được trao cho một tài tử da màu khác là Will Smith thủ vai ngày 4 tháng 12 năm 2002.[4][5] Anh nói về vai diễn của mình trên Film4, "Trong bộ phim này, câu chuyện lớn là những con robot tiếp quản thế giới và câu chuyện nhỏ là về một anh chàng đang chịu đựng mất mát và sự trở về của anh với cộng đồng loài người".[6] Bản thân Will cũng rất hào hứng và coi bộ phim này cùng với Enemy of the State là "những bộ phim hoàn thiện nhất anh từng thực hiện cho đến nay".[6]
- Tiến sĩ Susan Calvin (Bridget Moynahan), tiến sĩ robot tâm lý học làm việc cho USR cùng tiến sĩ Alfred Lanning, người làm cho robot trở nên có tính người hơn. Cô đi theo Thanh tra Spooner vì những manh mối về vụ tự sát của Lanning xung quanh trụ sở USR, cuối cùng trở thành đồng minh cá nhân và phần nào là người yêu của Spooner. Cô biết được nhiều hơn về những bí mật của Sonny cũng như những manh mối điều tra của Spooner. Nữ diễn viên nổi tiếng trong loạt phim truyền hình ăn khách Sex and the City Bridget Moynahan là người được Fox chọn đảm nhiệm vai này.[7][8]
- Sonny (Alan Tudyk), là một người máy thuộc thế hệ robot NS-5. Cảm xúc con người và tính logic của anh đóng vai trò quan trọng hơn tất cả những robot NS-5 khác bởi thiết kế có một không hai của Lanning. Anh còn là robot đầu tiên có những giấc mơ, được xây dựng với một hợp kim mạnh để phá vỡ trường lực từ, đồng thời cũng nhanh và mạnh hơn các robot khác. Sau phim A Knight's Tale, nam diễn viên Alan Tudyk sẵn sàng tiếp bước của Andy Serkis trong Chúa tể của những chiếc nhẫn: Hai tòa tháp để tham gia lồng tiếng cho nhân vật Sonny ngày 7 tháng 3 năm 2003.[9] Sonny được xây dựng hoàn toàn bằng công nghệ CGI, với Alan mặc một bộ đồ đặc biệt để mô phỏng chuyển động.[10][11]
- Lawrence Robertson (Bruce Greenwood), CEO của USR và người luôn chống lại sự điều tra của Thanh tra Spooner bên trong trụ sở công ty. Đương nhiên ông chẳng bao giờ nghe những định kiến về robot của Spooner để xóa đi bất kỳ khả năng về lỗi nào với sản phẩm của công ty.. Cuối cùng chính Robertson bị VIKI sát hại. Bruce cảm thấy hết sức thú vị khi làm việc với Will Smith trong phim.[12]
- Tiến sĩ Alfred Lanning (James Cromwell), là người đi tiên phong về việc thế giới robot bao quanh thế giới loài người. Ông đồng thời cũng là người tạo ra Ba Điều Luật cũng như robot Sonny. Lanning hi sinh mạng sống của mình cho nhân loại bằng cách bào hiệu cho người duy nhất định kiến về robot để ngăn chặn sự khởi đầu cách mạng của robot. James Cromwell và Bruce Greenwood cùng nhau ký hợp đồng tham gia phim ngày 25 tháng 4 năm 2003.[13]
- Trung úy John Bergin (Chi McBride), là người cũng tin rằng robot không có hại bởi Ba Điều Luật giống như mọi người khác ở Chicago, làm cho cuộc điều tra của Spooner trở nên khó khăn. Quan điểm của ông là phản đối việc Spooner tìm kiếm bằng chứng chống lại robot vì vụ tự tử của Lanning. Nhưng đến cuối phim John cũng biết rằng Spooner không hề ảo tưởng.
- Farber (Shia LaBeouf), là một người bạn của Spooner có cái miệng luôn chửi thề. Cậu này gây sự với robot và gây ra cuộc chiến lớn giữa robot và con người, thậm chí chính cậu suýt mất mạng nếu không được Spooner cứu. Sau sê-ri truyền hình Project Greenlight của HBO, Shia đồng ý tham gia phim ngày 7 tháng 8 năm 2003.[13][14]
- VIKI (Fiona Hogan), một trí tuệ nhân tạo được lồng tiếng bởi nữ diễn viên Fiona Hogan. VIKI là trung tâm điều khiển tòa nhà USR. Cô là một siêu máy tính có khả năng tương tác với bất kì nơi nào có truy cập được chấp thuận, nhưng cô cũng chịu sự chi phối của Ba Điều Luật. Ở nửa sau phim trí tuệ của cô tiến hóa theo thời gian với hiểu biết sâu sắc hơn về ba điều luật.
- Granny ("Gigi") (Adrian Ricard), người bà của Spooner. Bà cũng giống như những người dân Chicago tin rằng robot không có hại, về sau bị chính robot NS-5 phục vụ mình khống chế khi cuộc cách mạng robot bắt đầu.

## Sản xuất

### Phát triển

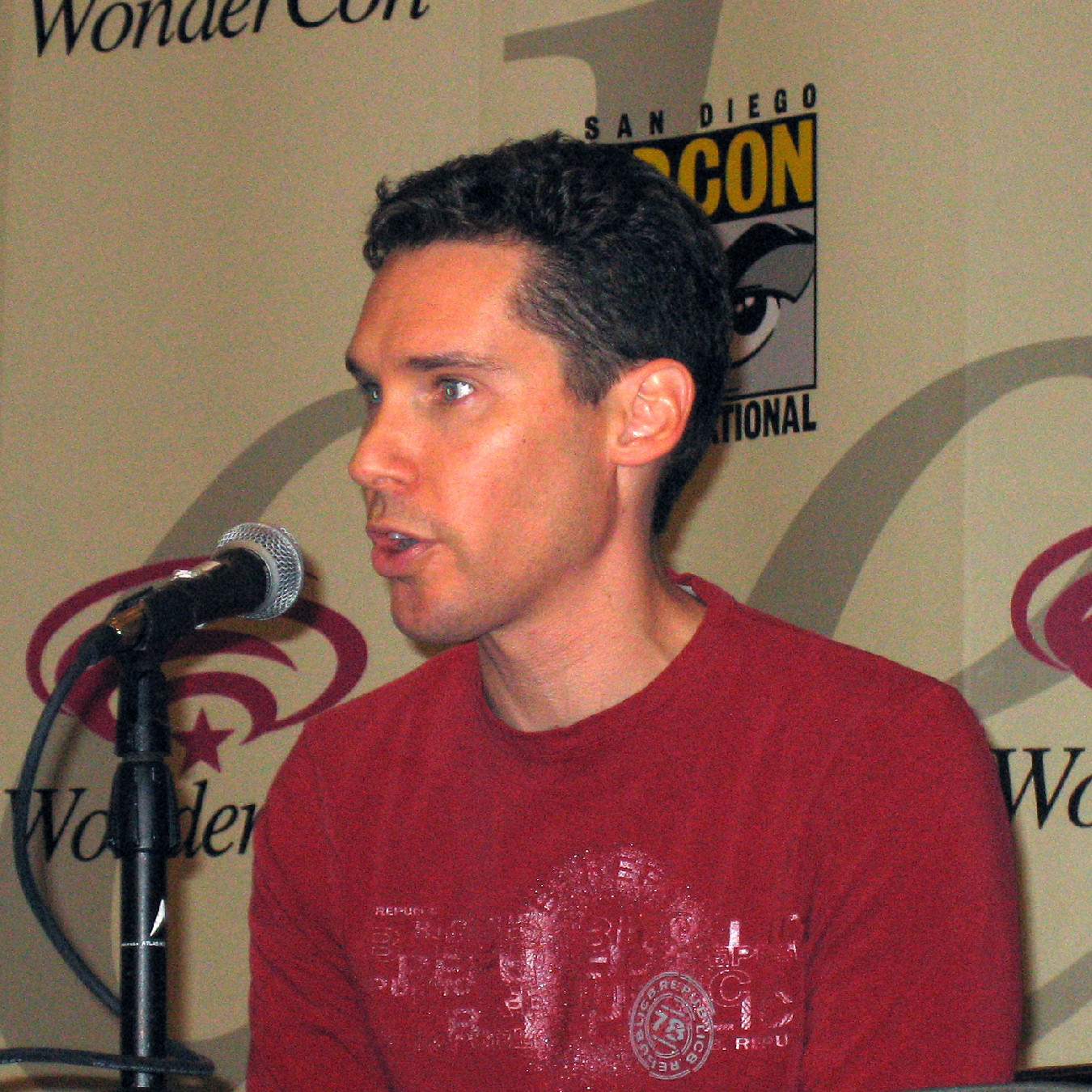
Đạo diễn Bryan Singer, người nổi tiếng với loạt phim X-Men từng được hãng Walt Disney cân nhắc đạo diễn cho I, Robot.

Có thông tin cho rằng kịch bản phim dựa trên tập truyện ngắn Tôi là robot của Isaac Asimov đầu những năm 1950. Nhưng thực tế bộ phim ban đầu không có mối liên hệ nào với loạt truyện Robot của Asimov cũng như tập truyện trên. Nó bắt đầu với một kịch bản gốc do Jeff Vintar viết năm 1995 có tiêu đề là Hardwire. Kịch bản nói về một vụ giết người bí ẩn lấy cảm hứng từ Agatha Christie diễn ra hoàn toàn ở hiện trường phạm tội, với một nhân vật con người đơn độc, đặc vụ FBI Del Spooner, điều tra vụ án mạng của một nhà khoa học ẩn dật có tên Tiến sĩ Hogenmiller và thẩm vấn một dàn nghi phạm người máy trong đó có robot Sonny, siêu máy tính HECTOR với một khuôn mặt luôn mỉm cười màu vàng, hình ảnh ba chiều của Tiến sĩ Hogenmiller quá cố, cộng với một vài ví dụ về trí tuệ nhân tạo. Nữ nhân vật chính có tên là Flynn và có một cánh tay máy, khiến cô về mặt kĩ thuật là một nhân vật nửa người nửa máy.
Dự án được hãng Walt Disney mua lại đầu tiên cho Bryan Singer, người nổi tiếng với loạt phim X-Men đạo diễn. Bảy năm sau, 20th Century Fox mua lại bản quyền và ký hợp đồng với Alex Proyas làm đạo diễn phim. Bộ đôi biên kịch Lawrence Konner và Mark Rosenthal thường làm việc ở xưởng phim của Fox với vai trò là những biên kịch viết lại; họ được thuê cho một bản dự thảo nhằm tạo ra một bộ phim chính thống hơn. Họ đã chuyển cánh tay máy của nhân vật nữ chính sang nhân vật nam chính Del Spooner, mặc dù công việc của họ bị loại bỏ và Jeff Vintar được đưa trở lại hãng. Sau khi được đưa trở lại dự án Vintar dành vài năm mở ra sân khấu bí ẩn, kinh dị và hại não để đáp ứng nhu cầu của một bộ phim có ngân sách lớn. Khi hãng quyết định sử dụng cái tên "I, Robot", ông đã kết hợp Ba Điều Luật của Robot vào phim và thay thế nhân vật nữ chính tên Flynn thành Susan Calvin, một trong số ít những nhân vật gốc trong loạt truyện robot của Asimov. Khi Fox mua lại bản quyền bộ sưu tập truyện ngắn của Asimov, Vintar cũng dành hai năm để chuyển thể Hardwire giống như câu chuyện thứ mười theo tác phẩm nguyên gốc của Asimov. Kịch bản mới này kết hợp nhiều yếu tố trong The Caves of Steel của Asimov, một vụ án mạng liên quan đến một robot và một sĩ quan cảnh sát. Akiva Goldsman được thuê muộn trong quá trình sản xuất để viết lại kịch bản cho Will Smith. Những bản dự thảo này lược bỏ phần lớn những bí ẩn rắc rối về vụ án mạng, thay vào đó là những cảnh hành động lớn kết hợp với chiếc xe của Will Smith.

### Ghi hình

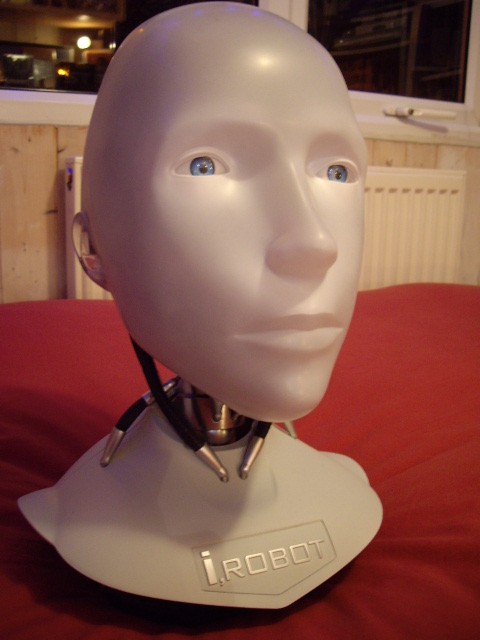
Một mô hình đầu của Sonny.

I, Robot khởi quay vào tháng năm tại tiểu bang Illinois, thành phố Chicago. Các địa điểm quay chủ yếu ở những thành phố lớn trải dài khắp Canada và Hoa Kỳ, bao gồm Illinois (Chicago); Vancouver, New Westminster và Surrey thuộc tỉnh British Columbia (Canada), ngoại trừ cảnh cuối phim được qua ở sa mạc Dumont Dunes (California). Hầu hết bối cảnh trong phim đều đặt ở thành phố Vancouver.

### Hiệu ứng
Tất cả người máy trong I, Robot đều là công nghệ CGI (nhà sản xuất phim Topher Dow nói rằng những hoạt họa điện tử được sử dụng tám lần trong cả bộ phim, trong đó có gần 500 cảnh CGI). Giống như nhân vật Gollum trong Chúa tể những chiếc nhẫn (các nhà sản xuất thậm chí từng sử dụng ngôi nhà có hiệu ứng đặc biệt của Peter Jackson ở New Zealand cho một vài cảnh 3D), Sonny được một diễn viên thật đóng mà trong trường hợp này Alan Tudyk, người mặc một bộ đồ màu xanh lá cây đặc biệt để các chuyên gia máy tính theo dõi và mô phỏng chuyển động CGI của Sonny. Thiết kế độc đáo của Sonny là đứa con tinh thần của đạo diễn Alex Proyas và nhà chỉ đạo sản xuất Patrick Tatopoulos. Trước đây Proyas và Tatopoulos từng cộng tác với nhau trong Dark City, riêng Tatoupolos còn là đồng chỉ đạo sản xuất và thiết kế đồ họa trong bom tấn của Fox Ngày độc lập.
Tatoupolos đã phát triển thiết kế Sonny trong khoảng thời gian hai năm, trải qua khoảng 50 kiểu dáng trước khi tạo hình cuối cùng của nó là một hình mẫu thanh mảnh và tao nhã. Nhằm tạo ra một hệ thống cơ chân thực, anh được truyền cảm hứng một phần bởi những phát triển gần đây trong tay chân bằng máy, bao gồm những vật liệu mới có thể phản ứng với các xung điện. Trong vai trò chỉ đạo sản xuất, Tatopoulos phải hình dung, tạo ra và thiết kế thế giới vật lý tương lai của năm 2035. Mọi yếu tố phải được nghĩ ra sớm trong quá trình, vì vậy những quyết định có thể được thực hiện về những phần trong bối cảnh nào để tạo ra thật tự nhiên, tìm địa điểm ở Vancouver hoặc xây dựng trên máy tính. Một trong những yếu tố chính trong phong cách trực quan của Proyas là sự thiếu vắng của cây xanh. Không có sự xuất hiện nào của cây xanh trong khi quay ở một địa điểm tươi tốt như Vancouver là một thách thức lớn; các nhà làm phim thậm chí còn thuê nhân viên để giữ cho bụi rậm và cây ra khỏi khung hình. Họ quyết định chọn Chicago làm bối cảnh của câu chuyện vì đường chân trời của nó giống như khái niệm ban đầu của Proyas về một nơi kết hợp vẻ cổ điển và hiện đại, chẳng hạn như những tòa nhà cao tầng mới nằm kế bên các dự án là một nửa thế kỷ xưa.
Để đạt được mục tiêu to lớn mà Proyas mong muốn, hầu hết cảnh quay trong phim là sự kết hợp của những cảnh dựng, địa điểm thực tế và hiệu ứng hình ảnh. Tọa lạc ở trung tâm thành phố Chicago, trụ sở bằng thủy tinh và kim loại cho U.S. Robotics là một nhân vật theo đúng nghĩa của nó; phần lớn cảnh hành động trong phim diễn ra ở các sảnh, plaza, phòng thí nghiệm, phòng họp, văn phòng cũng như các sàn diễn thời trang, đường hầm và bên trong tòa nhà USR. Hệ thống giao thông tương lai trong I, Robot cũng quan trọng đối với vẻ ngoài của nó. Khi những người lái xe di chuyển từ vùng ngoại ô đến trung tâm thành phố, tất cả phương tiện đều đi xuống một loạt đường hầm và bãi đậu xe ngầm như những quả bóng thuôn dài. Tất cả xe hơi trong I, Robot đều được thiết kế và xây dựng riêng để sử dụng trong phim, trong đó chiếc Audi RSQ cũng được thiết kế đặc biệt để tăng thêm nhận thức cũng như nâng cao sự hấp dẫn và thiện cảm cho thương hiệu Audi. Bằng chứng là theo các cuộc khảo sát tiến hành tại Hoa Kỳ cho thấy Audi RSQ đã gia tăng đáng kể vể mặt xếp hạng hình ảnh của thương hiệu tại đây.

## Phát hành

### Công chiếu
Buổi lễ ra mắt I, Robot đầu tiên được tổ chức tại Westwood ngày 7 tháng 7 năm 2004 ở Los Angeles, Hoa Kỳ. Buổi lễ công chiếu phim tại Anh Quốc diễn ra ngày 4 tháng 8 năm 2004 tại quảng trường Leicester ở Luân Đôn, Anh.

### Doanh thu phòng vé
Phim thu về 52,2 triệu đô la Mỹ ngay trong tuần đầu ra mắt, chiếm vị trí quán quân doanh thu phòng vé nội địa của Người Nhện 2 và trở thành bộ phim có doanh thu tuần mở màn cao thứ tư trong mùa hè năm đó. Sau ngày công chiếu phim ở Đông Nam Á, I, Robot đạt mốc doanh thu toàn cầu 341,2 triệu sau tám tuần công chiếu toàn cầu, tiếp nối thành công của The Day After Tomorrow. Ngày 30 tháng 7 năm 2004, doanh thu phòng vé nội địa của phim gần cán mốc 100 triệu đô la Mỹ.. Sang ngày đầu tiên của tháng 8, I, Robot tiếp tục thu về 20,5 triệu từ 3,398 rạp phim ở 17 vùng lãnh thổ, trong đó đứng đầu ở Pháp (hơn 5 triệu từ 749 rạp), Tây Ban Nha (4,65 triệu từ 450 rạp), Úc (1,83 triệu từ 347 rạp), Hàn Quốc (2,5 triệu từ 255 rạp), Mexico (1,91 từ 570 rạp) và Đài Loan (1,75 từ 255 rạp). Một tuần sau doanh thu quốc tế của phim tiếp tục tăng 30,9 triệu đô từ 6,034 rạp ở 29 vùng lãnh thổ, trong đó đứng đầu các phòng vé ở Anh với khoảng 8,4 triệu từ 710 rạp, đồng thời cũng mở màn khá thành công tại các quốc gia Đức (5,1 triệu từ 910 rạp), Áo (757,000 đô 102 rạp), Thụy Điển (689,000 đô từ 82 rạp), Bỉ (675,000 đô từ 87 rạp), Hà Lan (642,000 đô từ 108 rạp), Indonesia, Na Uy, Bolivia và Brazil. Hãng Fox cũng dự đoán sẽ đảm bảo vị trí số một ở Nga, nơi I, Robot thu về 2.4 triệu đô từ 292 rạp và Trung Mỹ (178,000 đô la Mỹ). Tuần tiếp theo phim tiếp tục giữ vị trí quán quân về doanh thu quốc tế với 21 triệu đô từ 35 vùng lãnh thổ, nâng tổng doanh thu lúc đó lên 108 triệu đô la Mỹ; tuy nhiên doanh thu ở một số nước giảm mạnh như Vương quốc Anh (36%), Bỉ (11%), Đức (23%) và Nga (43%).
Kết thúc đợt công chiếu với doanh thu nội địa và quốc tế lần lượt là 144,801,023 đô và 202,433,893 đô, tổng doanh thu toàn cầu của I, Robot đạt 347,234,916 đô la Mỹ.

## Nhạc phim
Nhạc sĩ Marco Beltrami đã soạn nhạc nền gốc của phim với "chỉ trong 17 ngày để hoàn thành toàn bộ nhạc phẩm". Nhạc phim được thu âm bởi 95 nhạc sĩ từ dàn nhạc và 25 nghệ sĩ hợp xướng với trọng âm được đặt vào đoạn lặp ostinato với dấu hóa thăng trên dàn nhạc cụ bằng đồng (bộ hơi). Beltrami viết phân khúc cho bộ hơi để đảo quãng tám với những âm giai của bộ dây trên phần bè trung. Kỹ thuật này đã được so sánh như là "nỗ lực chân thành [của Beltrami] để noi theo phong cách của Elliot Goldenthal và Jerry Goldsmith và cuộn chúng thành một gói hợp nhất".
Ví dụ như đối với "Tunnel Chase", mà theo Mikeal Carson cho rằng nó được "khởi đầu một cách du dương nhưng biến đổi sang dồn dập kích thích với lối viết cho bộ hơi đầy mạnh mẽ và những phần cho bộ gõ dữ dội". Trong "Spiderbots" mang dấu ấn nổi bật của những đoạn lặp ostinato trong những nhịp chẳng hạn 6/8 và 5/4 và cho thấy "kỹ thuật sáng tác cho bộ dây mang thương hiệu Beltrami đưa đến một kết thúc bằng dàn nhạc/hợp xướng". Mặc dù đã sửa đổi những đại diện của chủ đề xuyên suốt bộ phim, đây vẫn là đoạn credit kết giới thiệu toàn bộ nhạc chủ đề trong phim. Erik Aadahl và Craig Berkey là những nhà thiết kế âm thanh hàng đầu.

## Phát hành và đánh giá

### Đánh giá
| “                                  | Những tác phẩm khoa học viễn tưởng hay là những lá trà mà chúng ta đọc được nỗi sợ hãi của chính mình. I, Robot với phong cách hoang tưởng và giật gân là một bộ phim khoa học viễn tưởng hoàn hảo cho một thế giới 9/11, trong đó nói với chúng ta rằng ta đều e sợ những mối hiểm họa ẩn giấu trong cảnh tượng thường ngày. | ” |
| —Jami Bernard, New York Daily News | |   |

Sau khi công chiếu, I, Robot đã nhận được nhiều phản ứng trái chiều từ giới phê bình. Dành cho phim những lời ngợi khen đặc biệt là nhà phê bình Denson Thompson của tờ Washington Post, "những đứa con cưng đầy thiện ý trong sự phức tạp quân đội-công nghiệp của Sony, Warner và công ty Big Brother trong ngành giải trí tập thể của chúng ta. 'I, Robot', những đoạn phim có người đóng, sử dụng công nghệ CGI với đường nối một cách đáng kinh ngạc (liệu chúng ta vẫn có thể dùng những thuật ngữ về may vá cho những thứ này?) là một cuộc đào thoát trí tuệ tuyệt vời. Phim vui vẻ và hài hước chứ không hẳn là đen tối và mang tính tiên đoán." Giống với Thompson, Jami Bernard của tờ New York Daily News chấm phim tối đa 3 sao rưỡi, đồng thời dành cho I, Robot những lời nhận xét hào phóng và kết luận, "Trên tất cả, 'I, Robot' rất thú vị, ngay cả khi nó dựa hơi quá nhiều vào ấn bản quy trình cảnh sát mẫu. Smith nổi lên là kiểu người mà chúng ta đều muốn trở thành, một người có thể phát hiện và ngăn chặn hiểm nguy trong khi những người khác còn đang ở trong cái kén phủ nhận."

### DVD
DVD của I, Robot được phát hành chính thức ngày 14 tháng 12 năm 2016 qua hãng Fox Home Entertainment có đính kèm nhãn PG-13. Trên cửa hàng Amazon.com và Best Buy có bốn ấn bản phát hành DVD của phim, bao gồm Widescreen Edition (ấn bản màn ảnh rộng), Two-Disc All-Access Collector's Edition (ấn bản bộ sưu tập hai đĩa), Blu-ray và Two-Disc Combo (Bộ combo hai đĩa Blu-ray 3D/ Blu-ray + DVD). Hai ấn bản đầu lần lượt được phát hành vào ngày 14 tháng 12 năm 2004 với mệnh giá chung 7.99 vào ngày 24 tháng 5 năm 2005 với 14.98 đô la Mỹ của amazon còn Best Buy phát hành miễn phí. Hai ấn bản còn lại lần lượt được phát hành vào ngày 11 tháng 3 năm 2008 với mệnh giá chung là 4.99 đô vào ngày 23 tháng 10 năm 2012 với mệnh giá 17.99 đô (Amazon) và 19.99 đô la Mỹ (Best Buy). Trên trang web Barner & Noble, DVD của I, Robot cũng được chia làm bốn ấn bản UMD (6.60 đô), Blu-ray (9.99 đô), VHS (1.99 đô) và DVD (8.97 đô la Mỹ).